# Alpha Corvi
Désignations
Alpha Corvi est une étoile, située à 48,7 années-lumière de la Terre dans la constellation du Corbeau. Son nom traditionnel est Alchiba, de l'arabe  الخباء (Al-Khiba') signifiant « la tente ». Sa magnitude apparente est de 4,02.
Le nom propre Alchiba a été officialisé par l'Union astronomique internationale le 12 septembre 2016
Alpha Corvi est une naine jaune-blanche de type spectral F1V. Sa masse est de 20 % supérieure à celle du Soleil, mais sa luminosité est plus de quatre fois supérieure. L'étoile présente des changements périodiques au sein de son spectre sur une période de plus de trois jours, ce qui suggère qu'elle pourrait être soit une binaire spectroscopique, soit — plus probablement — une variable pulsante de type Gamma Doradus.
L'étoile possède un compagnon, désigné Alpha Corvi B, avec qui elle partage un mouvement propre et une parallaxe communes. C'est une naine rouge de type spectral M4V, localisée à 3,1 secondes d'arc.